# Francine Bavay
Pour la ville, voir Bavay.
Francine Bavay est une femme politique française, née à Avesnes-sur-Helpe (Nord) le 26 mars 1952.

## Enfance
Francine Bavay naît à Avesnes-sur-Helpe (Nord) le 26 mars 1952.
Elle a une sœur cadette et ses parents dirigent un garage automobile, ce qui la confronte aux problèmes de pollution, à la surconsommation des voitures et aux difficultés de gagner sa vie avec ce genre de métiers.

## Formation
Elle étudie en classe préparatoire au lycée Faidherbe. Ingénieure de l'Institut national des télécoms, administratrice des PTT, Francine Bavay est ancienne élève de l'ENSPTT 1990-1993 et de l'ENA (promotion Condorcet).

## Parcours politique
Elle est membre des Verts depuis 1993 où elle a exercé plusieurs responsabilités au collège exécutif national puis d'Europe Écologie Les Verts.

### Conseillère régionale et Vice-présidente de région
En 1995, Francine Bavay est élue secrétaire départementale de Paris, puis au collège exécutif national l'année suivante. Élue conseillère régionale en 1998 et réélue en 2004 sur la liste de rassemblement de la Gauche et des Verts dont elle était tête de liste dans les Hauts-de-Seine. Elle est vice-présidente de la région Île-de-France chargée de la santé et de l’action sociale. Elle est candidate des Verts soutenue par le PS aux élections législatives de 2002 dans la 12e circonscription des Hauts-de-Seine (Châtillon, Clamart, Fontenay-aux-Roses, Le Plessis-Robinson).
En 2004, elle est élue au Conseil régional d'Île-de-France et devient deuxième vice-présidente, chargée du développement social, de l'Économie sociale et solidaire, de la Santé et du Handicap.

### Porte-parole nationale des verts
En 2000 au congrès de Toulouse, elle est élue porte-parole nationale des verts.

### Opposition au Traité constitutionnel européen
Lors du référendum sur le Traité constitutionnel européen en 2005, elle fait partie de la minorité des Verts qui fait campagne pour le non, malgré la décision de son parti en faveur du oui (décidé à 52,63 % par un référendum interne). Elle s'engage tout particulièrement dans le cadre unitaire lors de cette campagne, aux côtés de Marie-George Buffet, José Bové, Olivier Besancenot et Jean-Luc Mélenchon au sein des collectifs du « non » de gauche au traité constitutionnel européen : l'appel des 200, puis les collectifs du 29 mai.

### Fauchage d'OGM
Francine Bavay a été condamnée à deux mois de prison avec sursis pour fauchage d'OGM en 2005.

### Candidature «anti-libérale» à la présidentielle 2007
Alors que la majorité des Verts estime qu'il faut désormais se regrouper pour défendre des positions communes, Francine Bavay et d'autres militants verts comme Patrick Farbiaz, Sergio Coronado ou Bernard Guibert ont continué à défendre la nécessité d'un candidat qui se serait prononcé pour le « non » au référendum de 2005.
Avec les membres du courant Vert Alter Ekolo, elle s'est investie dans les collectifs unitaires, en participant à de nombreuses réunions publiques et à la préparation de la précampagne. Elle défendait la candidature de José Bové pour l'élection présidentielle, une idée qu'elle défend avec son courant au Congrès des Verts de novembre 2007.
Le 16 décembre 2006, elle est élue au collège exécutif des Verts comme représentante de son courant, chargée des questions économiques et sociales. Avec les membres du courant Alter Ekolo elle s'engage pour la campagne de José Bové et en devient porte parole de campagne. Les Verts Île de France la suspendent de son mandat interne au collège exécutif jusqu'en juin 2008,.
En octobre 2007, elle est motrice dans l'organisation du Grenelle alternatif et citoyen construit pour porter une autre discours face au Grenelle de l'environnement.

### Candidates aux municipales 2008
En janvier 2008, une convocation pour prélèvement d’ADN lui parvient à la suite de sa condamnation pour des faits de fauchage volontaire à Orléans en 2006. Elle reçoit le soutien de l'exécutif du Conseil régional d'Ile-de-France, région déclarée "sans OGM" en 2004.
Aux municipales de mars, elle est à la tête d'une liste "Châtillon Ecologie Solidaire" qui obtient 6,59 % au premier tour, liste qui fusionne avec la liste socialiste au second tour sans succès.

### Congrès des verts 2008
Pour ce congrès, elle participe à la motion Altermondialisme, décroissance et écologie populaire (ADEP) avec Martine Billard, Yves Contassot et Sergio Coronado qui recueille 11,8 % lors de l'Assemblée générale des Verts du 16 novembre.

### Élections régionales de 2010
Elle se présente sur la liste Europe Écologie en Île-de-France dans le département des Hauts de Seine en 4e position.
Cette liste ayant obtenu 16,58 % des voix le 14 mars 2010, elle fusionne pour le second tour avec la liste socialiste de Jean Paul Huchon et la liste du Front de Gauche permettant à Francine Bavay d'être élue en 8e place sur cette liste le 21 mars 2010.

### Élections législatives de 2012
Elle est candidate aux élections législatives de 2012 dans les Hauts-de-Seine.

### État d'urgence en France en 2015
Le 30 novembre 2015, elle est parmi les signataires de l'Appel des 58 : « Nous manifesterons pendant l'état d'urgence »,.

### Dans le 11earrondissement de Paris
Elle est conseillère d’arrondissement déléguée aux questions métropolitaines dans le 11e arrondissement de Paris de 2014 à 2020.

## Implication syndicale
Syndicaliste (CFDT puis SUD), elle est aussi membre du Collectif national pour les droits des femmes, d'ATTAC, de la fondation Copernic et participe aux premières marches d'Agir ensemble contre le chômage en 1994, ainsi qu'à la revue Mouvements. Elle participe à tous les rassemblements altermondialistes depuis 1999 : Seattle, Porto Alegre…

## Engagement féministe
Arrivée à Paris en 1976, elle s'investit dans un groupe de femmes du XIXe arrondissement.
Elle a été à l'origine (avec Anne Hidalgo et Geneviève Fraisse) de la création en 2003 de l'association Élu-es contre les Violences faites aux femmes,, association d'élues et d'élus de toutes sensibilités politiques qui informent et organisent des réunions pour dénoncer et combattre les violences faites aux femmes, comme notamment la Journée de sensibilisation, de formation et de réflexion.
Elle est présidente du centre Flora Tristan Femmes Battues de Châtillon, fondé en 1976.
Elle poursuit cet engagement par la mise en place de politiques au conseil régional d'Île-de-France : droit à l'avortement, soutien au planning familial, soutien aux femmes en difficulté ou campagne contre les violences familiales.